# Craig Hogan
Craig Hogan – profesor astronomii i fizyki na Uniwersytecie Chicagowskim. Dyrektor Fermilab Center for Particle Astrophysics w Batavii w stanie Illinois.

## Życiorys
Craig Hogan uzyskał doktorat w 1980 roku na Uniwersytecie w Cambridge. 
Zaprojektował interferometr, nazwany holometrem Hogana (obecnie w budowie - luty 2012), mający zbadać, czy w najmniejszej skali czasoprzestrzeni, czyli skali Plancka występują drgania czasoprzestrzeni świadczące o jej bitowej strukturze.